# Dendrobium adamsii
Dendrobium adamsii är en orkidéart som beskrevs av Alex Drum Hawkes. Dendrobium adamsii ingår i släktet Dendrobium, och familjen orkidéer. Inga underarter finns listade i Catalogue of Life.